# Edge of Insanity
Edge of Insanity — дебютный студийный альбом американского гитариста Тони Макалпина, вышедший в 1986 году.

## Об альбоме
Edge of Insanity записан в сотрудничестве с известным басистом Билли Шихэном (ex-Talas, David Lee Roth, Mr.Big) и известным сессионным барабанщиком Стивом Смитом. Он был записан на небольшой студии Prairie Sun неподалёку от Сан-Франциско, в течение 3 дней и сведён на Fantasy Studio в течение 4 дней. Запись прелюдии Шопена была проведена у Стива Смита дома. В процессе записи Тони Макалпин играл на гитаре Kramer, белого цвета. Диск был выпущен с двумя разными обложками.
По оценке журнала Guitar World, диск входит в лучшую десятку шред-альбомов всех времён.

## Список композиций
Все композиции написаны Тони Макалпином, кроме (9).
1. «Wheel of Fortune» — 3:43
2. «The Stranger» — 3:59
3. «Quarter to Midnight» — 2:24
4. «Agrionia» — 4:31
5. «Interlude» — 0:57
6. «Empire in the Sky» — 4:57
7. «The Witch and the Priest» — 3:33
8. «The Taker» — 3:22
9. «Chopin Prelude 16, Opus 28» (Фредерик Шопен) — 1:20
10. «Edge of Insanity» — 4:18
11. «The Raven» — 4:13
12. «No Place in Time» — 4:00
13. «Bird of Prey» — только в японском издании[2]

## Участники записи
- Тони Макалпин — гитара, клавишные, бас-гитара (8)
- Билли Шихэн — бас-гитара (исключая 8)
- Стив Смит — барабаны